# Xenotoca
Xenotoca è un genere di pesci d'acqua dolce appartenenti alla famiglia Goodeidae ed alla sottofamiglia Goodeinae. 

## Distribuzione
Tutti i membri del genere Xenotoca vivono negli altopiani del Messico. 

## Riproduzione
Come tutti i membri di questa sottofamiglia, sono ovovivipari. Tuttavia, il metodo di accoppiamento dei goodeidi è un po' diverso da pesci più comuni, come guppy e portaspada. Piuttosto che un gonopodio, i maschi goodeidi trasmettono sperma alle femmine utilizzando un andropodio, una pinna anale dentellata.

## Acquariofilia
Pochi sono i goodeidi famosi in acquariofilia: fa eccezione Xenotoca eiseni, che è il Goodeide d'acquario più comune.

## Specie
Attualmente ci sono tre specie riconosciute in questo genere:
- Xenotoca eiseni (Rutter, 1896)
- Xenotoca melanosoma (Fitzsimons, 1972)
- Xenotoca variata (TH Bean, 1887)